# 尤勒斯·韋登博斯

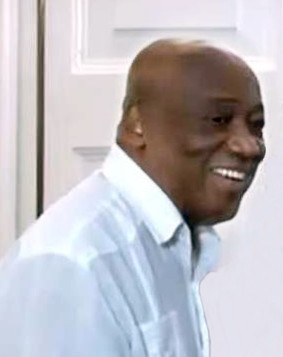
尤勒斯·韋登博

尤勒斯·韋登博斯（荷蘭語：Jules Wijdenbosch，1941年5月2日—2025年4月30日），蘇里南政治家及作家，出生於帕拉馬里博，於1996年至2000年任蘇里南總統。
韦登博斯曾于1998年5月对马来西亚进行国事访问，并会见最高元首端姑查化和首相马哈迪·莫哈末。他亦是一位作家，曾著有《蘇里南特色共和國概述》、《蘇里南社會的行政組織》及《荷蘭王國特權》等。